# Białobrzeskie
Białobrzeskie [bjawɔˈbʐɛskʲɛ] est un village polonais de la gmina de Krypno dans le powiat de Mońki et dans la voïvodie de Podlachie.